# 金と銀
『金と銀』（きんとぎん、ドイツ語: Gold und Silber）作品79は、フランツ・レハールが1902年に作曲したウィンナ・ワルツ。演奏時間は約8分。

## 楽曲解説
今日演奏されるレハールのワルツの多くは『メリー・ウィドウ・ワルツ』や『ルクセンブルク・ワルツ』など自作のオペレッタから編曲されたものが多いが、この『金と銀』はそれらとは生まれを異にしており、独立した管弦楽用ワルツとして誕生した。この曲は、1902年の謝肉祭の間に催されたパウリーネ・メッテルニヒ侯爵夫人主催の舞踏会のために作曲された。題名の「金と銀」とは、この舞踏会の課題名で、会場は銀色に照らされ、天井には金色の星が煌き、壁一面に金銀の飾りが付けられ、参加者も金銀に彩られた思い思いの装飾を纏っていたと伝えられる。今日では代表的なウィンナ・ワルツとして、ヨハン・シュトラウス2世などの作品とともによく演奏される。

## 初演
1902年1月27日、ウィーンのゾフィエンザールにて行われた舞踏会でレハール自身の指揮で初演。

## 編成
- フルート2（ピッコロ持ち替え）
- オーボエ2
- クラリネット2
- ファゴット2
- ホルン4
- コルネット2
- トロンボーン2
- バストロンボーン
- ティンパニ
- スネアドラム
- バスドラム
- タムタム
- シンバル
- トライアングル
- グロッケンシュピール
- ハープ
- 弦五部

## 構成
導入部-第1ワルツ-第2ワルツ-第3ワルツ-コーダ
各ワルツには繰り返し指示があるものの演奏家の解釈によって省略されることも多い。
導入部
Moderato → Allegretto → Tempo di valse
4分の4拍子。装飾音を生かした軽妙な出だしに続き、タムタムの響き、ハープのカデンツァを経て、4分の3拍子となり、第2ワルツBのメロディが登場、その後、力強く締めくくり導入部を終わる。
第1ワルツ
二部形式。第1ワルツAではハープを伴奏に弦楽器で流麗なメロディが奏される。第1ワルツBは生き生きとしている。
第2ワルツ
二部形式。第2ワルツAは哀愁を帯びたメロディ。第2ワルツBは導入部にも登場した可愛らしいメロディ。
第3ワルツ
二部形式。力強い導入とともに始まる第3ワルツAは華やかで雄大な楽想。第3ワルツBも華麗なメロディ。
コーダ
やや暗い不安定な感じで始まり、第2ワルツBが登場した後、一度結句する。続いて第1ワルツA、第1ワルツB、第2ワルツBの順で奏された後、華やかに終わる。